# Eva Kurniková
Eva Kurniková (* 11. června 1997 Maribor) je slovinská spisovatelka.
Vystudovala střední ekonomickou školu v Mariboru. V roce 2016 napsala svůj první román Njena pot (Její cesta). Dnes je studentkou Univerzity v Mariboru.